# Gieljazz! (album)
Gieljazz! is een compilatiealbum samengesteld door Giel Beelen. Het album bestaat uit 2 cd's met daarop een verzameling van  jazznummers uit het jaar 2010. Op het album zijn onder meer (bewerkte) nummers te vinden van Caro Emerald en Jamiroquai. De cd is voortgekomen uit Beelens jazzprogramma GielJazz! op Radio 6.

## Nummers
Disc 1
1. "Jazz In the House" (van Count Basic) – 5:32
2. "Bingo Bingo" (van New Cool Collective Big Band) – 5:29
3. "Another Shade" (van Sabrina Starke) – 3:28
4. "Far Far Away (Charles-Tone Mix)" (van Tape Five ft. Brenda Boykin) – 3:51
5. "Global Cooling" (van Joyce Cooling) – 2:26
6. "Funk On Me" (van Rik Mol ft. Nate James) – 3:32
7. "It's The Hornet" (van Para) – 3:26
8. "Jazz Is The Move" (van De-Phazz) – 3:17
9. "Funkatizer" (van Rob van der Wouw) - 4:27
10. "See You Once Again (E.Brydon remix)" (van Wouter Hamel) - 3:07
11. "Back It Up (Kraak & Smaak Remix)" (van Caro Emerald) – 4:26
12. "Morning Child" (van 4hero) - 4:29
13. "Aftersexin'" (van Full Crate & Mar) – 5:33
14. "Revival" (van Martine Girault) – 7:22
15. "Still There" (van Roos Jonker) – 3:53
16. "Move On Up" (van Richard Elliot) – 3:39
17. "Elephants" (van Ruben Hein) – 3:30
18. "It Gets Better" (van Ryan Shaw) – 2:54

Disc 2
1. "I Believe In Miracles (van Sunlightsquare)" (J. Rozenboom, JW Roy, G. Meeuwis) – 4:37
2. "Runnin'" (van AJC ft. Ivar) – 3:56
3. "You Give Me What I Want" (van Laura Vane & The Vipertones) – 3:03
4. "Ain't Gonna Take It No More (Fort Knox Five Remix)" (van Kraak & Smaak) – 4:08
5. "You" (van Plej) – 4:21
6. "On My Way (Jay Soul Remix)" (van Giovanca) - 3:34
7. "Durban Poison (C-Mon & Kypski Remix)" (van Benjamin Herman) - 3:43
8. "Saturday Nite" (van The Brand New Heavies) – 3:11
9. "Enough's Enough" (van Jamie Lidell) - 2:31
10. "Sunday Show (Remix)" (van Barrio Jazz Gang) – 6:15
11. "Gotta Go" (van Sven Hammond Soul) – 3:29
12. "Emergency On Planet Earth (London Rican Mix)" (van Jamiroquai) – 6:35
13. "The Biggest Sin" (van Wicked Jazz Sounds Band) – 3:04
14. "Changes (New Funk Edit)" (van Milano Jazz Dance Combo) - 5:03
15. "Back Home (Kraak & Smaak Disco 103 Remix)" (van Zuco 103) – 4:37
16. "Libella Swing" (van Parov Stellar) – 4:27
17. "Airmail Special (Club des Belugas Remix)" (van Ella Fitzgerald) – 4:10